# Öppet brev

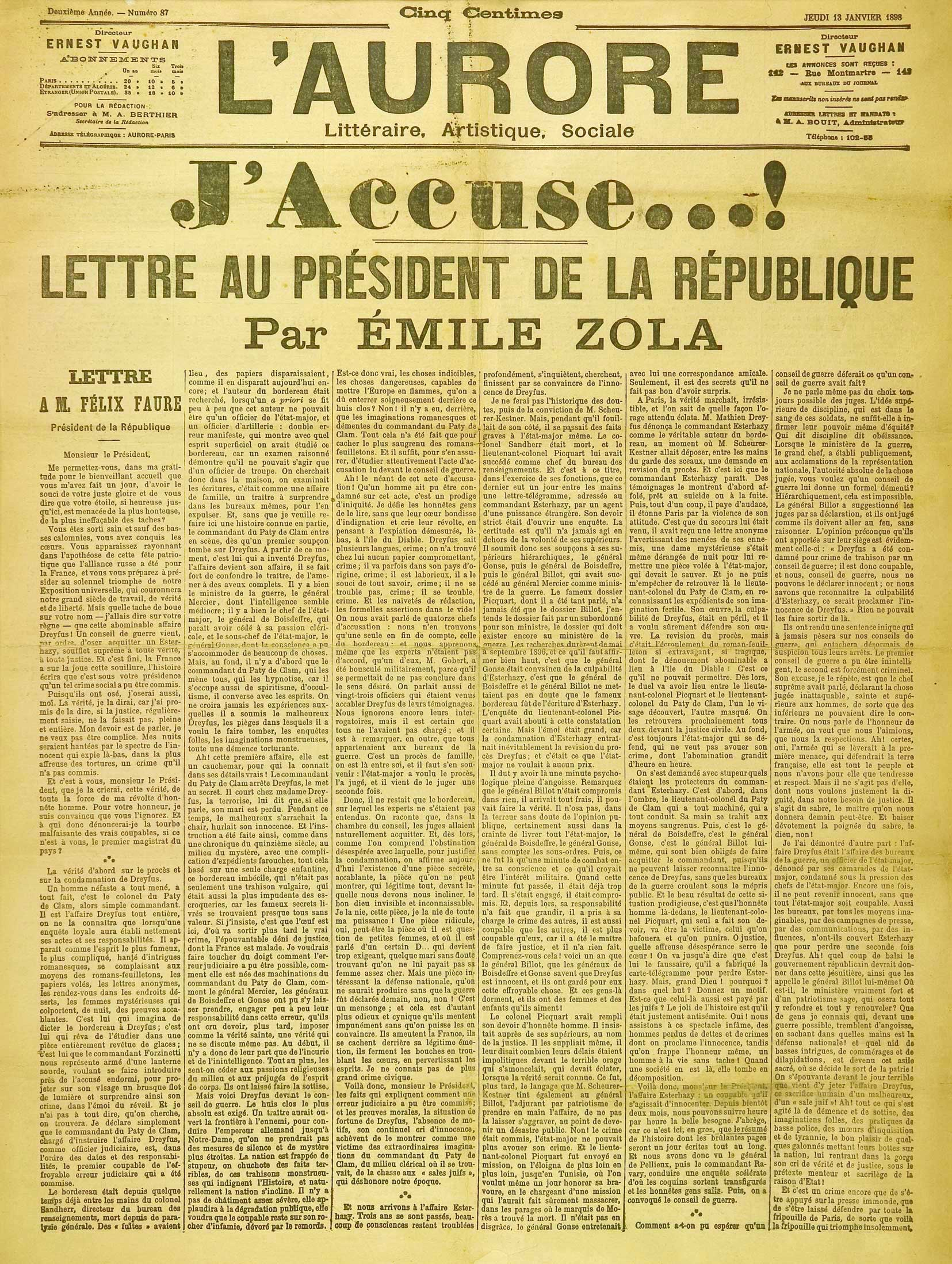
Ett berömt öppet brev är Émile Zolas J'accuse som är adresserat till den franske presidenten Félix Faure.

Ett öppet brev är ett brev som inte bara skickas till mottagaren utan även till journalister för att dessa ska offentliggöra brevet i en tidning. Ett öppet brev kräver oftast ett offentligt svar. [källa behövs]
Mest används öppet brev när en känd person eller en institution (myndighet, företag) gjort omstridda påståenden eller inte uppfyllt något enligt vad som utlovats.[källa behövs]